# برقعيد
برقعيد مدينة قديمة مندثرة من كور ديار ربيعة، بين الموصل ونصيبين، بينها وبين نصيبين سبعة وعشرون ميلاً. وصفها الإدريسي بأنها مدينة حصينة كبيرة كثيرة الخير والخصب ويسكنها قوم من تغلب. كانت على طرق القوافل، ولكن عرف عن أهلها اللصوصية وقطع الطرق، فبدأت القوافل بتجنبها حتى قل شأنها. يذكر ياقوت الحموي أن برقعيد كانت في زمنه صغيرة حقيرة.

ذكرها ابن عبد الحق القطيعي البغدادي، بالفتح، وكسر العين، وياء ساكنة ودال فقال: 